# Vergelijking van Clairaut
De vergelijking van Clairaut is een differentiaalvergelijking van de gedaante
{\displaystyle y=xy'+f(y')},
waarin {\displaystyle f} een continu differentieerbare functie is.
De oplossing bestaat uit een oneindig grote verzameling rechten, plus één speciale oplossing, de singuliere oplossing, waarvan de grafiek de rechten van de algemene oplossing omhult. Deze vergelijking is genoemd naar de Parijse wiskundige Alexis Claude Clairaut (1713-1765).

## Oplossing
De oplossingsmethode bestaat eruit eerst te zoeken naar oplossingen die tweemaal continu differentieerbaar zijn en de vergelijking nog eens naar {\displaystyle x} te differentiëren:
{\displaystyle {\frac {\mathrm {d} y}{\mathrm {d} x}}={\frac {\mathrm {d} y}{\mathrm {d} x}}+x{\frac {\mathrm {d} ^{2}y}{\mathrm {d} x^{2}}}+f'\left({\frac {\mathrm {d} y}{\mathrm {d} x}}\right){\frac {\mathrm {d} ^{2}y}{\mathrm {d} x^{2}}}},
zodat
{\displaystyle 0=\left(x+f'\left({\frac {\mathrm {d} y}{\mathrm {d} x}}\right)\right){\frac {\mathrm {d} ^{2}y}{\mathrm {d} x^{2}}}}
Dit betekent dat ofwel:
{\displaystyle {\frac {\mathrm {d} ^{2}y}{\mathrm {d} x^{2}}}=0}
ofwel
{\displaystyle x+f'\left({\frac {\mathrm {d} y}{\mathrm {d} x}}\right)=0}

### Eerste factor gelijk aan nul
Als tweede afgeleide nul is, is eerste afgeleide constant:
{\displaystyle {\frac {\mathrm {d} y}{\mathrm {d} x}}=C}
Als dit in de vergelijking van Clairaut wordt ingevuld, geeft dit als oplossing een familie rechten:
{\displaystyle y=Cx+f(C)}
Dit is de algemene oplossing van de vergelijking van Clairaut.

### Tweede factor gelijk aan nul
Dat betekent:
{\displaystyle x+f'\left({\frac {\mathrm {d} y}{\mathrm {d} x}}\right)=0}
Dit bepaalt één oplossing {\displaystyle y_{\text{S}}(x)}, de singuliere oplossing, waarvan de grafiek de omhullende is van de algemene oplossing. Deze kan concreet gevonden worden door de functie {\displaystyle c(x)} te elimineren uit de vergelijkingen:
{\displaystyle y=c(x)x+f(c(x))\ ;\quad x+f'(c(x))=0}

### Algemene geval
Een willekeurige oplossing, die niet noodzakelijk tweemaal continu differentieerbaar hoeft te zijn, is een functie die stuksgewijs bestaat uit gedeelten van de rechten uit de algemene oplossing en delen van de singuliere oplossing.

## Voorbeeld
De vergelijking:
{\displaystyle y=xy'+(y'-y'^{2})}

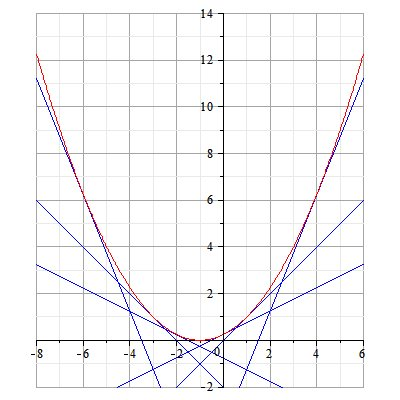
De oplossing van de Clairautvergelijking uit het voorbeeld. In het blauw staan een aantal rechten uit de algemene oplossing en in het rood de singuliere oplossing die deze rechten omhult.

is een vergelijking van Clairaut met:
{\displaystyle f(t)=t-t^{2}}
De algemene oplossing is de verzameling rechten:
{\displaystyle y=Cx+(C-C^{2})=C(x+1-C)}
De singuliere oplossing volgt  uit:
{\displaystyle x+1-2y'=0}
zodat de singuliere oplossing wordt:
{\displaystyle y_{\text{S}}={\tfrac {1}{4}}(x+1)^{2}}